# Frankliniella auripes
Frankliniella auripes (лат.) — вид трипсов рода Frankliniella (Thripinae, Thysanoptera). Неотропика.

## Описание
Сочетание темного тела и бледных голеней отличает F. auripes от большинства других темных видов. Другие виды с такой окраской включают Frankliniella citripes Hood, Frankliniella fulvipes Bagnall, Frankliniella incerta Berzosa и Frankliniella sanramona Mound and Marullo. Более длинные (около 20 мкм) микротрихи заднемаргинального гребня VIII брюшного тергита у F. auripes отличают его от F. citripes, F. fulvipes и F. sanramona, которые имеют более короткие (менее 15 мкм) микротрихи гребня. В отличие от них F.auripes и F. incerta морфологически неразделимы. Отличительные признаки: тело темное, передние крылья темные, базально бледные, ноги со всеми голенями и лапками бледные. Пигментированные вентральные фасетки глаз обычно с рисунком 1-2-2. Голова с волосками PO1, волоски OC3 в положении 2B. Пронотум с 4 волосками mAM. Верхняя поверхность задних коксий с микротрихиями. Тергит VIII брюшка заднемаргинальный гребень полный, микротрихии около 20 мкм.